# Forzante radiativo
Il forzante radiativo, in climatologia, è la misura dell'influenza di un fattore (ad esempio l'aumento dell'anidride carbonica o altri gas serra nell'atmosfera) nell'alterazione del bilancio tra energia entrante ed energia uscente nel sistema Terra-atmosfera. Esso è indice del peso di un fattore nel meccanismo dei mutamenti climatici. Un forzante positivo è associato ad un riscaldamento della superficie terrestre, mentre un forzante negativo è associato ad un raffreddamento. È generalmente espresso in W/m2. Le variabili forzanti possono essere di origine antropica o naturale.